# Юрок (племя)

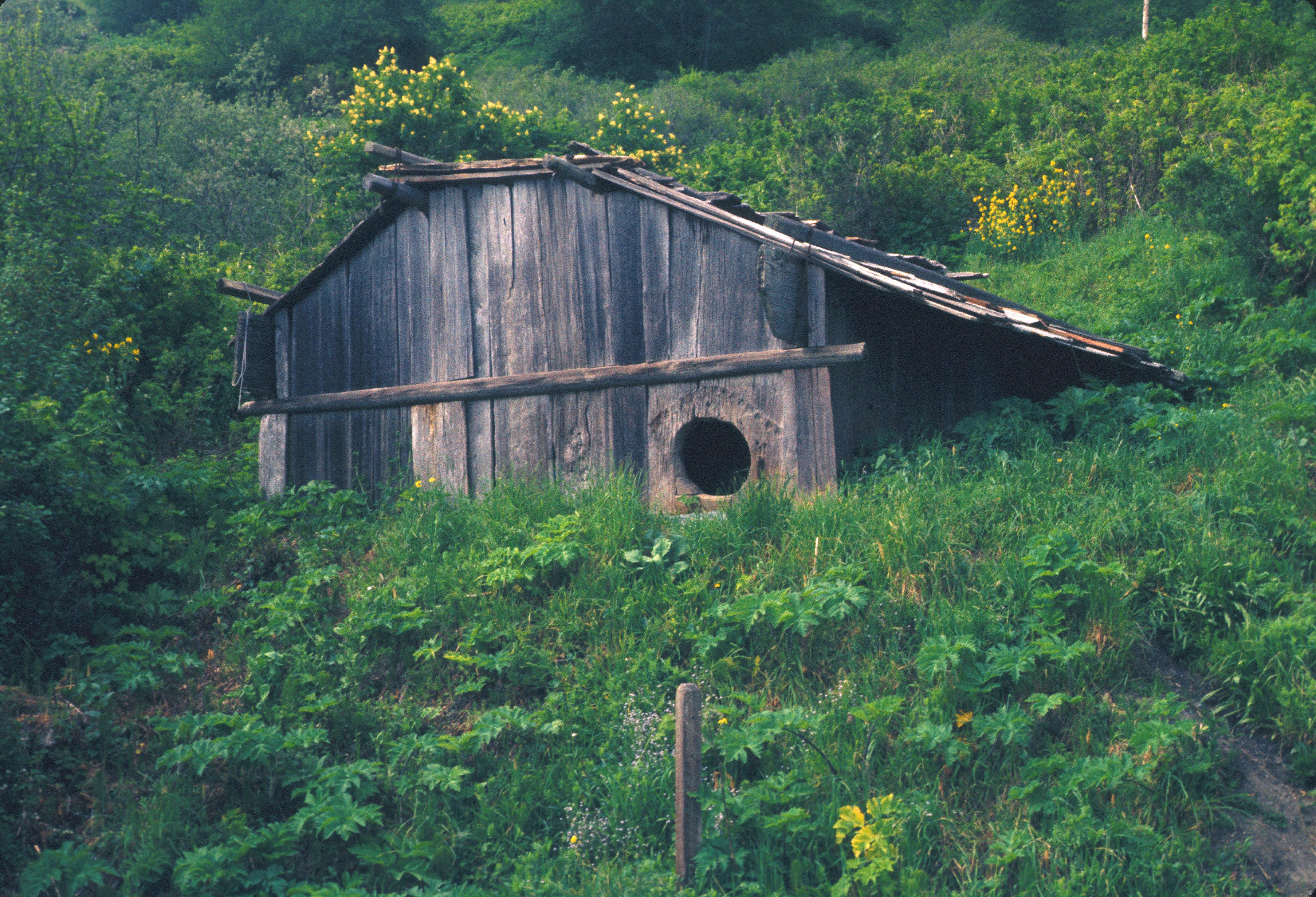
Дом юрок

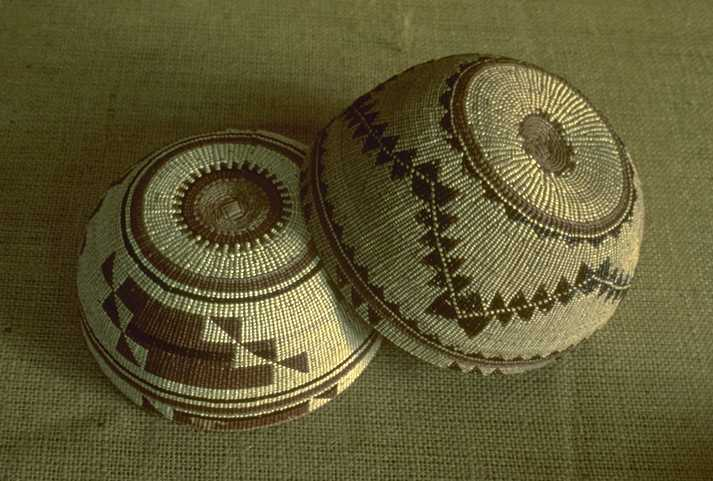
Женские головные уборы юрок, национальный парк Редвуд

Юро́к (англ. Yurok) — индейское племя в Соединённых Штатах Америки.

## История
Первоначально племя юрок проживало по нижнему течению реки Кламат и вдоль тихоокеанского побережья до залива Тринидад. Юрок обитали в домах прямоугольной формы, которые делали из досок секвойи. Занимались ловлей лосося в реках, охотой и собирательством, выращивали табак. Из секвойи изготавливали лодки-долблёнки.
В 1775 году юрок впервые увидели европейцев, это были испанцы. В 1827 году на землях юрок появились торговцы пушниной и охотники из Компании Гудзонова залива. Начиная с середины XIX века, после окончании американо-мексиканской войны, на  их землях начали селиться американцы. В результате эпидемий и массовых убийств со стороны белых поселенцев численность юрок сократилась на 75 процентов.
В 1855 году оставшиеся в живых юрок были поселены в индейскую резервацию, расположенную на реке Кламат.

## Население
Антрополог Альфред Крёбер предположил, что численность племени в 1770 году составляла около 2500 человек. К 1850 году численность юрок вместе с вийотами была около 2000 человек. К 1870 году племя насчитывало 1350 человек. По переписи 1910 года юрок было 688 человек.
Официальная численность племени вместе с метисами в 2000 году составляла 5809 человек.